# Джоан Шоу Тейлър
Джоан Шоу Тейлър (на английски: Joanne Shaw Taylor) е британска китаристка и блус певица, открита от Дейв Стюарт от „Юритмикс“ на 16-годишна възраст. Тя има издадени три студийни албума, третият, озаглавен Almost Always Never, е издаден на 17 септември 2012 г. Британското музикално издание Blues Matters!, нарича Тейлър „новото лице на блуса“.

## Биография
Тейлър израства в Бирмингам, Англия. Тя започва да се интересува от блуса като тийнейджърка, предпочитайки Стиви Рей Вон, Албърт Колинс и Джими Хендрикс. Дейв Стюарт я чува да свири и кани Тейлър да се присъедини към неговата група DUP на турне в Европа през 2002 г.
През май 2009 г. тя издава дебютния си албум White Sugar. На следващите турнета в подкрепа на албума Тейлър изнася шоу заедно с американската певица и текстописец Кенди Кейн.
Втори албум Diamonds in the Dirt излиза през 2010 г. Същата година тя печели наградата за най-добър женски вокал на Британските блус награди.
И двата ѝ албума достигат номер осем в списъка с блус албуми на „Билборд“ в САЩ.
През 2011 г. на Британските блус награди тя получава награда за най-добър женски вокал и оригинална песен Same As It Never Was от албума Diamonds in the Dirt.
На 4 юни 2012 г. Тейлър свири на китара в групата на Ани Ленъкс на концерта на Diamond Jubilee в Лондон. Прави продължително соло по време на представление пред Бъкингамския дворец, пред 12 000 души.
Тейлър има дом в Детройт.

## Дискография
| Sanctuary                  | СамИздат                         | 2008 |
| White Sugar                | Ruf Records                      | 2009 |
| Diamonds in the Dirt       | Ruf Records                      | 2010 |
| Almost Always Never        | Ruf Records                      | 2012 |
| Songs from the Road        | Ruf Records                      | 2013 |
| The Dirty Truth            | Axehouse Music Ltd.              | 2014 |
| Wild                       | Axehouse Music Ltd.              | 2016 |
| Reckless Heart             | Silvertone Records, Sony Music   | 2019 |
| Reckless Blues             | Silvertone Records EP            | 2020 |
| The Blues Album            | Bonamassa KTBA Records           | 2021 |
| Blues from the Heart: Live |                                  | 2022 |
| Nobody's Fool              | Keeping The Blues, Alive Records | 2022 |